# Partito Socialista di Grecia
Il Partito Socialista di Grecia (in greco: Σοσιαλιστικό Κόμμα Ελλάδας - ΣΚΕ, trasl. Socialistikó Kómma Elládas - SKE) fu un partito politico greco di orientamento socialista democratico.
Fondato nel 1920, si affermò in seguito alla scissione della componente moderata del Partito Socialista del Lavoro di Grecia.
Nel 1941, sotto la guida di Alexandros Svolos, dette vita all'Unione della Democrazia Popolare (Ένωση Λαϊκής Δημοκρατίας, Enosi Laikis Dimokratias), l'omologo del Fronte di Liberazione Nazionale costituito dai comunisti.
Al termine della seconda guerra mondiale prese il nome di Partito Socialista - Unione della Democrazia Popolare.
Nel 1953 si fuse col Partito Democratico (Δημοκρατικό Κόμμα, Dimokratiko Komma), fondato da Geōrgios Kartalīs dopo la sua fuoriuscita dall'Unione Progressista Nazionale di Centro: nacque così il Partito Democratico del Popolo Lavoratore (Δημοκρατικό Κόμμα Εργαζόμενου Λαού - ΔΚΕΛ, Dimokratiko Komma Ergazomenou Laou - DKEL).
Il nuovo soggetto politico prese parte alle elezioni parlamentari del 1956 all'interno dell'Unione Democratica, conseguendo 19 seggi; alle elezioni parlamentari del 1958 non ottenne invece alcun rappresentante.